# Виталиј Савин
Виталиј Анатољевич Савин (рус. Виталий Анатольевич Савин; Жесказган, 23. јануар 1966) био је атлетичар, чија је специјалност била трка на 100 метара. Троструки је учесник Летњих олимпијских игара, а карактеристичан јер је један од ретких који се на сваким играма такмичио за другу репрезентацију. На Играма 1988. у Сеулу, такмичио се за СССР, 1992. у Барселони за ЗНД а 1996. у Атланти за Казахстан. Заслужни мајстор спорта постао је 1988. после успеха на олимпијским играма.

## Спортска биографија
Виталиј Савин дебитовао је на Олимпијским играма 1988. у Сеулу, где је у трци на 100 метара стигао до четвртфинала а са совјетском штафетом 4 х 100 метара освојио је златну медаљу. Штафета је трчана у саставу: Виктор Бризгин, Владимир Крилов, Владимир Муравјов и Виталиј Савин.
На Светском првенству 1991. Савин је поново елиминисан у четвртфиналу на 100 м, а са штафетом 4 х 100 м био је седми. На Олимпијским играма 1992 Савин се такмичи као члан ЗНД. Елиминасан је у полуфиналу на 100 метара, а са штафетом био је пети. Од Светског првенства 1993. представља свој родни Казахстан, где долази до четвртфинала, као и 1995. Године 1994. на Азијским играма у Хирошими је сербрни на 100 м. Његов последњи велики турнир биле су Летње олимпијске игре 1996. где је елиминисан на 100 метара.
Његова сестра Лариса је репрезентативка и Заслужни мајстор спорта у фудбалу. Ожењен је и има двоје деце.

## Значајнији резултати
| Датум               | Такмичење                    | Град               | Дисциплина | Пласман | Резултат |
| СССР                | СССР                         | СССР               | СССР       | СССР    | СССР     |
| ------------------- | ---------------------------- | ------------------ | ---------- | ------- | -------- |
| 1988                | Летње олимпијске игре        | Сеул, Јужна Кореја | 100 м      | 19      | 10,36    |
| 1988                | Летње олимпијске игре        | Сеул, Јужна Кореја | 4 х 100 м  |         | 38,19    |
| 1991                | Светско првенство            | Токио, Јапан       | 100 м      | 20.     | 10,26    |
| 1991                | 4 х 100 м                    | 7.                 | 38,68      |         |          |
| Уједињени тим (ЗНД) |                              |                    |            |         |          |
| 1992                | Европско првенство у дворани | Ђенова, Италија    | 60 м       |         | 6,54     |
| 1992                | Летње олимпијске игре        | Барселона, Шпанија | 100 м      | 11      | 10,36    |
| 1992                | Летње олимпијске игре        | Барселона, Шпанија | 4 х 100 м  | 5.      | 38,17    |
| Казахстан           |                              |                    |            |         |          |
| 1993                | Светско првенство            | Штутгарт, Немачка  | 100 м      | 16.     | 10,36    |
| 1994                | Азијске игре                 | Хирошима, Јапан    | 100 м      | 2       | 10,29    |
| 1995                | Светско првенство            | Гетеборг, Шведска  | 100 м      | 32      | 10,47    |
| 1996                | Летње олимпијске игре        | Атланта, САД       | 100 м      | 62      | 10,36    |

## Лични рекорди
|          | Дисциплина | Резултат | Датум            | Место  |
| -------- | ---------- | -------- | ---------------- | ------ |
| отворено | 100 метара | 11,08 с  | 13. август 1992. | Линц   |
| дворана  | 60 метара  | 6,51 с   | 1. фебруар 1992. | Москва |